# Sphaereupatorium
Sphaereupatorium es un género monotípico de plantas de la familia de las asteráceas. Su única especie: Sphaereupatorium scandens es originaria  de Brasil, donde se encuentra en el Cerrado, distribuidas por Mato Grosso, Distrito Federal, y Minas Gerais.

## Descripción
Sus flores solo tienen disco (sin rayos florales) y los pétalos son de color blanco, ligeramente amarillento blanco, rosa o morado (nunca de un completo color amarillo).

## Taxonomía
Sphaereupatorium scandens fue descrita por (Gardner) (B.L.Rob.) R.M.King & H.Rob.  y publicado en Contributions from the Gray Herbarium of Harvard University 61: 24. 1920.
Sinonimia
- Conoclinium scandens Gardner
- Eupatorium hoffmannii Kuntze
- Eupatorium poterioides Sch.Bip.
- Eupatorium sphaerocephalum Sch.Bip. ex Baker
- Sphaereupatorium hoffmannii (Kuntze) B.L.Rob[5]